# 賽哈縣
賽哈縣是印度的一個縣，位於該國東北部，由米佐拉姆邦負責管轄，面積1,400平方公里，識字率為90.01%，2011年人口56,574，人口密度每平方公里40人。

## 外部連結
- Saiha.nic.in: Saiha district official website （页面存档备份，存于）
- Maraland.net: The home of Mara people on the internet

22°29′24″N 92°58′48″E / 22.49000°N 92.98000°E